# Heraeus coquilletti
Heraeus coquilletti är en insektsart som beskrevs av Barber 1914. Heraeus coquilletti ingår i släktet Heraeus och familjen Rhyparochromidae. Inga underarter finns listade i Catalogue of Life.